# Манавазян, Гегам Ашотович
Гегам Ашотович Манавазян (родился 6 февраля 1993 г.  Армения, с. Баграмян, Эчмиадзинский р-он) — российский спортсмен, чемпион мира по кудо 2014 и 2018 годов, чемпион мира по панкратиону.

## Спортивная карьера
Гегам Манавазян начал спортивную карьеру в клубе «Тигр» (г. Лесозаводск) под руководством тренеров Александра Валерьевича Сашко (кудо, кикбоксинг) и Захара Исмаиловича Фаттаева (Сетокан каратэ-до). Позже, после переезда во Владивосток в 2011 году, стал выступать за СК «Бастион» под руководством Юрия Ивановича Бородия.
В 2014 году Гегам одержал победу в турнире «Кубок Азии» по кудо, поборов 4 соперников из разных стран. Это золото помогло спортсмену попасть в сборную России для участия в чемпионате мира по кудо, который проходил в Японии. В этом году Гегам Манавазян завоевал золото в категории до 240 единиц..
Для меня каждая моя медаль давалась нелегко, но самая важная из них — это медаль с чемпионата мира! Этот чемпионат был мечтой с детства, поэтому я отдал много сил для её осуществления, — сказал Гегам.
В 2015 году он принял участие в «Битве Чемпионов 8», которая прошла во Владивостоке.
На Кубке мира 2017 года Гегам занял второе место в своей категории, а на чемпионате Мира в 2018 году стал победителем.
В 2021 году присвоено почетное спортивное звание «Заслуженный мастер спорта России».
В марте 2021 года провел первый профессиональный бой..

## Образование
В 2011 году Гегам поступил в Дальневосточный федеральный университет в Школу искусства, культуры и спорта (сейчас Школа искусств и гуманитарных наук) на направление «Физическая культура». В 2017 году получил степень магистра.

## Личная жизнь
Гегам Манавазян женат. Они с супругой воспитывают двоих детей.